# Cosas del amor
Cosas del amor (рус. Дела любви) — третий студийный альбом испанского поп-певца Энрике Иглесиаса, записанный на испанском языке и выпущенный 22 сентября 1998 года на лейбле FonoMusic.

## Об альбоме
Из альбома вышли два сингла, которые лидировали в латиноамериканских чартах — «Esperanza» и «Nunca te olvidaré». Бонус-треком для альбома был записан трек «Bailamos», вошедший в саундтрек к фильму «Дикий, дикий Вест» с Уиллом Смитом в главной роли. На песню «Ruleta Rusa» был снят клип; сама песня была выпущена в Аргентине как промосингл.

## Список композиций
01. «Nunca te olvidaré» (рус. Никогда не забуду тебя) —
- Длительность: 4 мин. 23 с.
- Авторы: Энрике Иглесиас

02. «Cosas del amor» (рус. Дела любви) —
- Длительность: 4 мин. 25 с.
- Авторы: Рафаэль Перес-Ботиха

03. «Esperanza» (рус. Надежда) —
- Длительность: 3 мин. 16 с.
- Авторы: Энрике Иглесиас / Чиэн Гарсиа-Алонсо

04. «Desnudo» (рус. Обнажённый) —
- Длительность: 5 мин. 40 с.
- Авторы: Рафаэль Перес-Ботиха

05. «Contigo» (рус. С тобой) —
- Длительность: 5 мин. 22 с.
- Авторы: Энрике Иглесиас

06. «Alguien como tú» (рус. Кто-то, похожий на тебя) —
- Длительность: 4 мин. 51 с.
- Авторы: Энрике Иглесиас

07. «Sirena» (рус. Сирена) —
- Длительность: 5 мин. 01 с.
- Авторы: Рафаэль Перес-Ботиха

08. «Para de jugar» (рус. Для развлечения) —
- Длительность: 5 мин. 05 с.
- Авторы: Энрике Иглесиас

09. «Dicen Por Ahí» (рус. Слово оттуда) —
- Длительность: 3 мин. 51 с.
- Авторы: Марио Мартинелли / Рафаэль Перес-Ботиха / Энрике Иглесиас

10. «Ruleta Rusa» (рус. Русская рулетка) —
- Длительность: 4 мин. 15 с.
- Авторы: Рафаэль Перес-Ботиха

## Позиции в чартах
Альбом дебютировал в чарте Биллборда Top Latin Albums на первой позиции 10 октября 1998, где продержался 5 недель в 1998 году и 3 недели в 1999 году. В Billboard 200 альбом поднялся на 64-е место.
| Чарты (1998)/(2000)           | Высшая позиция |
| ----------------------------- | -------------- |
| US Billboard 200              | 64             |
| US Billboard Top Latin Albums | 1 (8 недель)   |
| US Billboard Latin Pop Albums | 1 (8 недель)   |